# Anthophora podagra
Anthophora podagra är en biart som beskrevs av Amédée Louis Michel Lepeletier 1841. Anthophora podagra ingår i släktet pälsbin, och familjen långtungebin. Inga underarter finns listade i Catalogue of Life.